# 青岛公交5路线
青岛公交5路线，是青岛市胶州湾东岸城区的一条公交线。该路线自1964年6月2日起开通运营，途经市南区和市北区。

## 路线走向
- 下行：途经舞阳路、四流南路、杭州路、杭州路立交桥、内蒙古路、华阳路、辽宁路、热河路、热河路立交桥、胶州路、聊城路、胶州路、中山路、北京路、河南路、广西路、广西支路。
- 上行：途经广西支路、兰山路、河南路、天津路、中山路、胶州路、热河路立交桥、热河路、辽宁路、华阳路、内蒙古路、杭州路立交桥、杭州路、四流南路、舞阳路。 [參⁠ 2][參⁠ 3][參⁠ 1]

## 停车站点
本路线共设置22个停车站点，其中1个为单向站点。
| 序号 | 站名                 | 下行                                                   | 下行                      | 上行                                                   | 上行                      | 换乘地铁    | 备注     |
| 序号 | 站名                 | 停车                                                   | 站位                      | 停车                                                   | 站位                      | 换乘地铁    | 备注     |
| ---- | -------------------- | ------------------------------------------------------ | ------------------------- | ------------------------------------------------------ | ------------------------- | ----------- | -------- |
| 1    | 胜利桥停车场②站      | 快进的向下双箭头图形 · 无轨电车的图形 · 公共汽车的图形 | 四流南路/舞阳路           | 快进的向上双箭头图形 · 无轨电车的图形 · 公共汽车的图形 | 舞阳路/四流南路           | 胜利桥站1   |          |
| 2    | 四流南路开封路站     | 向下箭头图形 · 无轨电车的图形 · 公共汽车的图形         | 四流南路/阜阳路           | 向上箭头图形 · 无轨电车的图形 · 公共汽车的图形         | 四流南路/阜阳路           | 中心医院站1 |          |
| 3    | 中心医院站           | 向下箭头图形 · 无轨电车的图形 · 公共汽车的图形         | 四流南路/中心医院西门辅路 | 向上箭头图形 · 无轨电车的图形 · 公共汽车的图形         | 四流南路/中心医院西门辅路 |             |          |
| 4    | 四流南路开平路站     | 向下箭头图形 · 无轨电车的图形 · 公共汽车的图形         | 四流南路/开平路           |                                                        |                           |             |          |
| 5    | 水清沟②站            | 快进的向下双箭头图形 · 无轨电车的图形 · 公共汽车的图形 | 四流南路/河清路           | 快进的向上双箭头图形 · 无轨电车的图形 · 公共汽车的图形 | 四流南路/长沙路           | 水清沟站1   |          |
| 6    | 北岭山森林公园站     | 向下箭头图形 · 无轨电车的图形 · 公共汽车的图形         | 四流南路/金沙路           | 向上箭头图形 · 无轨电车的图形 · 公共汽车的图形         | 四流南路/雍翠华苑小区北门 |             |          |
| 7    | 北岭杭州路站         | 快进的向下双箭头图形 · 无轨电车的图形 · 公共汽车的图形 | 杭州路/人民路             | 快进的向上双箭头图形 · 无轨电车的图形 · 公共汽车的图形 | 人民路/杭州路             | 北岭站1     |          |
| 8    | 杭州花园站           | 向下箭头图形 · 无轨电车的图形 · 公共汽车的图形         | 杭州路/瑞昌路             | 向上箭头图形 · 无轨电车的图形 · 公共汽车的图形         | 杭州路/瑞昌路             |             |          |
| 9    | 四方小学站           | 快进的向下双箭头图形 · 无轨电车的图形 · 公共汽车的图形 | 杭州路/居仁路             | 快进的向上双箭头图形 · 无轨电车的图形 · 公共汽车的图形 | 杭州路/永乐路             |             |          |
| 10   | 四方杭州路站         | 向下箭头图形 · 无轨电车的图形 · 公共汽车的图形         | 杭州路/嘉兴路             | 向上箭头图形 · 无轨电车的图形 · 公共汽车的图形         | 杭州路/嘉兴路             |             |          |
| 11   | 杭州路海岸路③站      | 快进的向下双箭头图形 · 无轨电车的图形 · 公共汽车的图形 | 杭州路/海岸路             | 快进的向上双箭头图形 · 无轨电车的图形 · 公共汽车的图形 | 杭州路/海岸路             |             |          |
| 12   | 内蒙古路长春路站     | 快进的向下双箭头图形 · 无轨电车的图形 · 公共汽车的图形 | 内蒙古路/长春路           | 快进的向上双箭头图形 · 无轨电车的图形 · 公共汽车的图形 | 内蒙古路/沈阳路           | 内蒙古路站4 |          |
| 13   | 长春路西站           | 向下箭头图形 · 无轨电车的图形 · 公共汽车的图形         | 内蒙古路/长春路           | 向上箭头图形 · 无轨电车的图形 · 公共汽车的图形         | 内蒙古路/长春路           | 内蒙古路站4 |          |
| 14   | 华阳路昌邑路站       | 向下箭头图形 · 无轨电车的图形 · 公共汽车的图形         | 华阳路/昌邑路             | 向上箭头图形 · 无轨电车的图形 · 公共汽车的图形         | 华阳路/昌邑路             | 昌邑路站4   |          |
| 15   | 华阳路安丘路站       | 向下箭头图形 · 无轨电车的图形 · 公共汽车的图形         | 华阳路/安丘路             | 向上箭头图形 · 无轨电车的图形 · 公共汽车的图形         | 华阳路/安丘路             |             |          |
| 16   | 科技街站             | 快进的向下双箭头图形 · 无轨电车的图形 · 公共汽车的图形 | 辽宁路/邹平路             | 快进的向上双箭头图形 · 无轨电车的图形 · 公共汽车的图形 | 辽宁路/章丘路             | 泰山路站24  |          |
| 17   | 承德路站             | 向下箭头图形 · 无轨电车的图形 · 公共汽车的图形         | 热河路/承德路             | 向上箭头图形 · 无轨电车的图形 · 公共汽车的图形         | 热河路/承德路             |             |          |
| 18   | 市立医院站           | 快进的向下双箭头图形 · 无轨电车的图形 · 公共汽车的图形 | 胶州路/长清路             | 快进的向上双箭头图形 · 无轨电车的图形 · 公共汽车的图形 | 胶州路/长清路             | 江苏路站14  |          |
| 19   | 胶州路芝罘路站       | 快进的向下双箭头图形 · 无轨电车的图形 · 公共汽车的图形 | 胶州路/博山路             | 快进的向上双箭头图形 · 无轨电车的图形 · 公共汽车的图形 | 胶州路/济宁路             | 中山路站1   |          |
| 20   | 大沽路站             | 向下箭头图形 · 无轨电车的图形 · 公共汽车的图形         | 河南路/大沽路             | 向上箭头图形 · 无轨电车的图形 · 公共汽车的图形         | 天津路/河北路             |             |          |
| 21   | 河南路湖南路站       | 快进的向下双箭头图形 · 无轨电车的图形 · 公共汽车的图形 | 河南路/湖南路             | 快进的向上双箭头图形 · 无轨电车的图形 · 公共汽车的图形 | 河南路/湖南路             |             |          |
| 22   | 铁路青岛站广西支路站 | 快进的向下双箭头图形 · 无轨电车的图形 · 公共汽车的图形 | 广西支路/兰山路           | 快进的向上双箭头图形 · 无轨电车的图形 · 公共汽车的图形 | 广西支路/兰山路           | 青岛站13    | 起讫并站 |

## 运营时间
以下均为当地时间（UTC+8）为准。
- 胜利桥停车场②站（主站）：04:30-22:50
- 铁路青岛站广西支路站（副站）：04:00-22:40

## 票制票价
无人售票一票制，每人次投币RMB ¥ 1，刷卡8折，实行公交换乘优惠。
空调开启时间为7月1日至9月15日、12月1日至次年3月15日，在此期间内，票价为2 CNY，使用琴岛通卡8折，实行公交换乘优惠。

## 特色服务

### 互联网+公交快车(已停运)
5路线汽车工作日上下班高峰时段开通“互联网+”公交，只停靠客流集中的11个站点，以缩短运行时间。快车运行时，车辆前挡风玻璃处放置“互联网+公交快车”标牌。
5路定时快车时刻表
下行：胜利桥停车场②→铁路青岛站广西支路
●发车时间：6:50
●停靠站点：胜利桥停车场②、水清沟②、北岭杭州路、四方小学、杭州路海岸路③、内蒙古路长春路、科技街、市立医院、胶州路芝罘路、河南路湖南路、铁路青岛站广西支路
上行：铁路青岛站广西支路→胜利桥停车场
●发车时间：17:00
●停靠站点：铁路青岛站广西支路、河南路湖南路、胶州路芝罘路、市立医院、辽宁路桓台路、内蒙古路长春路、杭州路海岸路③、四方小学、北岭杭州路、水清沟、胜利桥停车场

## 历史沿革
- 1963年7月18日，经华东地区计划委员会和财政委员会批准，投资103.52万元，开始建设辽宁路华阳路口至四方北岭长5.35 km的电车接触网，并在四方北岭建第二整流变电站，安装1800kW水银整流器并调试成功。
- 1964年6月2日，5路线建成投产，全线由火车站至四方北岭车站，全长9.5 km。
- 1997年，青岛市、市南区两级人民政府为打造中山路为“城市名片”，对其进行美化、亮化工程，拆除了中山路绝大部分电车接触网，2路、5路线改线至河南路。
- 1998年下半年，为缓解电车线路的客运紧张局面，公交集团先后对2路、5路线投入汽车48辆。
- 受地铁火车站段施工兰山路路口封闭的影响，2010年10月14日起5路线取消原火车站下客站，于广西支路设立新的下客站，于兰山路原港湾站点东约30米处设立新的火车站始发站。[參⁠ 7]
- 2011年3月，受胶宁高架路工程胶州路接线匝道桥施工影响，长清路至聊城路路段半封闭，19日起2路线胶州路该路段东向西方向改道行驶，变更经由路线为：胶州路—胶州路长清路路口—胶州路北侧匝道—聊城路—胶州路，恢复原线行驶。[參⁠ 8]
- 因地铁占路部分施工结束，自2012年6月14日起，5路线青岛火车站副站及下客站由兰山路（广西支路以东段）和广西支路恢复至原兰山路港湾车站。[參⁠ 9]7月，市北交警在电车2路线镇江路始发站施划公交车专用停车泊位。[參⁠ 10]
- 2013年3月28日起，5路线取消原青岛火车站下客站，于广西支路设立新的下客站，于兰山路原港湾站点东约30米处新设立的青岛火车站始发站。[參⁠ 11]
- 2014年9月20日起，受地铁青岛站施工影响，5路线位于兰山路上的上客站取消，迁至广西支路与下客站合并。[參⁠ 12]